# Marie Hankel
Marie Hankel (Schwerin, 2 de febrer de 1844 – Dresden, 15 de desembre de 1929) fou una escriptora alemanya de literatura en esperanto. Fundà l'Esperantista Literatura Associo (Associació de Literatura de l'Esperanto) i també defensà el sufragi de les dones.

## Biografia
Hankel (de soltera Dippe) nasqué el 1844 a Schwerin, Alemanya. El 1905 aprengué esperanto i després va escriure poesia i prosa en aquesta llengua. Alguns títols són: La simbolo de l'amo (El símbol de l'amor), Tri unuaktaj komedioj (Tres comèdies en primera persona), i Sableroj (Arenes). El 1909 guanyà el concurs literari Internaciaj Floraj Ludoj (Jocs Florals Internacionals). El 1910 va parlar en suport del sufragi de les dones en el Congrés Mundial d'Esperanto anual a Washington, DC. El 1911 funda i és la primera presidenta de l'Esperantista Literatura Associo (Associació de Literatura de l'esperanto) en el Congrés Mundial d'Esperanto d'aquell any a Anvers.

## Premis i reconeixements
Des del 2003 un carrer del districte Laubegast de Dresden duu el seu nom.